# بخش ایستا
بخش ایستا (به سوئدی: Ystads kommun) یک ناحیه شهری در سوئد است که در شهرستان اسکونه واقع شده‌است.

## خواهرخوانده
شهرهای دروسکینینکای و اشوینواویشچه خواهرخوانده‌های بخش ایستا هستند.